# Idiapogonia laratina
Idiapogonia laratina är en skalbaggsart som beskrevs av Gilbert John Arrow 1916. Idiapogonia laratina ingår i släktet Idiapogonia och familjen Melolonthidae. Inga underarter finns listade i Catalogue of Life.